# Monostabilität
Monostabilität (altgr. μόνος monos ‚allein‘, ‚einzig‘ und lat. stabilis ‚standhaft‘, ‚stabil‘) eines Systems bedeutet, dass von zwei oder mehr möglichen Zuständen nur einer stabil ist (Ruhestellung). Der andere Zustand (Arbeitsstellung) wird nur so lange beibehalten, wie eine externe Kraft auf das System einwirkt, die es daran hindert, in seine Ruhestellung zurückzukehren. Die Rückkehr eines monostabilen Systems in den Ruhezustand kann durch eine Zeitkonstante verzögert erfolgen. Auch komplexe Systeme können monostabil sein.
Beispiele für Monostabilität sind in der Elektrotechnik Tastschalter und einfache Relais und Schütze, in der Elektronik die monostabile Kippstufe (Monoflop). 